# Портал (Джорджія)
Портал (англ. Portal) — місто (англ. town) в США, в окрузі Буллок штату Джорджія. Населення — 638 осіб (2010).

## Географія
Портал розташований за координатами 32°32′23″ пн. ш. 81°55′47″ зх. д. / 32.53972° пн. ш. 81.92972° зх. д. (32.539684, -81.929588).  За даними Бюро перепису населення США в 2010 році місто мало площу 5,64 км², з яких 5,47 км² — суходіл та 0,17 км² — водойми. В 2017 році площа становила 5,35 км², з яких 5,18 км² — суходіл та 0,17 км² — водойми.

## Демографія
Згідно з переписом 2010 року, у місті мешкало 638 осіб у 253 домогосподарствах у складі 168 родин. Густота населення становила 113 особи/км².  Було 288 помешкань (51/км²).
Расовий склад населення:
| - 81,7 % — білих - 17,4 % — чорних або афроамериканців - 0,2 % — азіатів |

До двох чи більше рас належало 0,3 %. Частка іспаномовних становила 2,2 % від усіх жителів.
За віковим діапазоном населення розподілялося таким чином: 28,5 % — особи молодші 18 років, 57,2 % — особи у віці 18—64 років, 14,3 % — особи у віці 65 років та старші. Медіана віку мешканця становила 36,3 року. На 100 осіб жіночої статі у місті припадало 82,8 чоловіків;  на 100 жінок у віці від 18 років та старших — 83,1 чоловіків також старших 18 років.
Середній дохід на одне домашнє господарство  становив 37 280 доларів США (медіана — 35 000), а середній дохід на одну сім'ю — 42 601 долар (медіана — 48 173). Медіана доходів становила 29 583 долари для чоловіків та 25 833 долари для жінок. За межею бідності перебувало 32,5 % осіб, у тому числі 29,7 % дітей у віці до 18 років та 23,8 % осіб у віці 65 років та старших.
Цивільне працевлаштоване населення становило 266 осіб. Основні галузі зайнятості: освіта, охорона здоров'я та соціальна допомога — 34,2 %, роздрібна торгівля — 13,5 %, будівництво — 12,8 %.